# 韋奇立
韋奇立將軍（1939年8月16日—2025年1月22日），生於葡萄牙阿爾加維省拉高亞市，為葡屬澳門第127任總督，即末任總督。

## 簡歷
韋奇立年輕時入讀葡萄牙軍事學校，畢業後就讀於陸軍學校，1965年前往安哥拉任職，3年後被調回葡萄牙軍事學校出任教授；1969年於里斯本市政廳工作。
1973年，他被調至澳門出任葡萄牙國防部陸軍司令部參謀長；翌年出任澳門工務暨交通政務司一職至1975年，之後回葡萄牙出任工程學院院長以及國防部陸軍參謀長，1978年至1982年被調往北約擔任葡萄牙最高司令部軍事常駐代表。
1986年擔任共和國亞速爾群島自治區部長，1987年6月17日升為少將。
韋奇立於1991年4月23日就任澳門第127任總督，翌月10日來澳履新，任期至1999年12月19日，為葡屬澳門最後一任總督。
韋奇立任內九次訪華，與中華人民共和國政府密切合作，確保澳門順利交接、完成「三化問題」，在澳門致力保留葡萄牙文化；完成多項大型建設，包括澳門國際機場、澳門文化中心、蓮花大橋等。
不過，韋奇立任內拒絕設立財政儲備，任內最後階段經濟不景、治安惡化，燒車案、鎗擊案接連發生，被認為是他任內失誤。
澳門回歸後，有葡萄牙報章稱韋奇立「以權謀私」，撥走澳門發展與合作基金會撥款5,000萬港元到其親自領導的歐維治基金會。2001年6月，澳門發展與合作基金會及舊澳門基金會被政府解散，合併成現在的澳門基金會。
韋奇立向葡萄牙週報《快報》（Jornal Expresso）承認，任內把懸掛在澳門總督府內的41幅歷任澳門總督肖像油畫複製，把真蹟秘密運回葡萄牙，存放於葡萄牙首都里斯本的澳門科技中心；只有韋奇立的肖像油畫不知所終；報道於2001年3月24日刊出。
2025年1月22日，韋奇立在阿爾加維的一家醫院逝世，終年85歲。

## 家庭
韋奇立是安德魯（André de Sousa Vieira）及特里薩（Teresa de Jesus da Silva）的嫡孫；其父母是施若望（João da Silva Vieira）及瑪麗亞（Maria Vieira Rocha）。
韋奇立於1976年11月20日和歐文雅（葡萄牙語：Maria Leonor de Campos de Andrada Soares de Albergaria）結婚；而歐文雅於1977年5月16日、1978年6月24日以及1984年9月20日均在里斯本為韋奇立分別誕下韦彼德（Pedro Soares de Albergaria Rocha Vieira）、韦若望（João Soares de Albergaria Rocha Vieira）以及韦菲臘（Filipe Soares de Albergaria Rocha Vieira）三名兒子。

## 榮譽
韋奇立獲得葡萄牙的卓越服務金質勳章、一等軍事勳章、模範金質勳章等多個榮譽外，也獲得巴西里約白蘭高大十字勳章、法國國家功績勳章、美國功績勳章 等多個勳銜。

### 葡萄牙勋章奖章
- 阿维斯指挥官勋章（英语：Military Order of Aviz）（1981年1月19日公布[10]）
- 恩里克王子大十字勋章（葡萄牙語：Ordem do Infante D. Henrique）（1986年4月19日公布[10]）
- 基督大十字勋章（英语：Military Order of Christ）（1996年2月12日公布[10]）
- 恩里克王子勋章大颈饰（葡萄牙語：Ordem do Infante D. Henrique）（2001年9月20日公布[10])
- 塔与剑大十字勋章（葡萄牙語：Ordem Militar da Torre e Espada, do Valor, Lealdade e Mérito）（2015年12月18日公布[10]）

### 外国勋章奖章
- 功绩指挥官勋章（美国，1977年12月26日[11]）
- 利奥波德二世大军官勋章（法语：Ordre de Léopold II）（比利时，1993年8月13日[11]）

## 延伸閱讀
- Vasco de Bettencourt de Faria Machado e Sampaio, Gente Ilustre, 1996, 1998, 2000 and 2001 (posthumously)，（葡萄牙文）

| 官衔          | 官衔                                         | 官衔                                          |
| ------------- | -------------------------------------------- | --------------------------------------------- |
| 前任： 文禮治 | 葡屬澳門總督 · 1991年5月10日－1999年12月19日 | 繼任： · 何厚鏵 · （ 澳門特別行政區行政長官） |
| 前任： 文禮治 | 葡屬澳門總督 · 1991年5月10日－1999年12月19日 | 澳門回歸                                      |